# Campionato europeo maschile under 20 di pallavolo 2010
Il XXII campionato europeo juniores di pallavolo maschile è svolto dal 28 agosto al 5 settembre 2010, a Mahilëŭ e Babrujsk, in Bielorussia. Al torneo hanno partecipato 12 squadre nazionali europee e la vittoria finale è andata per la sesta volta alla Russia.

## Qualificazioni
Al torneo hanno partecipato 12 squadre nazionali juniores europee: la nazionale del paese organizzatore, le prime tre classificate al campionato europeo juniores 2008, le prime sei classificate nei gironi nel torneo di qualificazione, più le due migliori seconde.

## Impianti
I 2 impianti che hanno ospitato le partite del campionato europeo:
|                                                                  |                                                                             |
|                                                                  |                                                                             |
| SC Babrujsk Arena Città: Babrujsk Capienza: ? Anno d'apertura: ? | Sportivnyj Kompleks Olimpiets Città: Mahilëŭ Capienza: ? Anno d'apertura: ? |

## Gironi
Dopo la fase a gironi, le prime due classificate di ogni girone hanno affrontato le semifinali per il primo posto, mentre la terza e la quarta di ogni girone hanno affrontato le semifinali per il quinto posto.
| Girone A                                           | Girone B                                          |
| -------------------------------------------------- | ------------------------------------------------- |
| Belgio Germania Paesi Bassi Polonia Russia Turchia | Bielorussia Bulgaria Francia Italia Serbia Spagna |

## Fase finale

### Finali 1º e 3º posto - Babrujsk
|  | Semifinali  | Semifinali  | Semifinali |          |        | Finale 1º/2º posto | Finale 1º/2º posto | Finale 1º/2º posto |  |
|  |             |             |            |          |        |                    |                    |                    |  |
|  | Russia      | Russia      | 3          |          |        |                    |                    |                    |  |
|  | Russia      | Russia      | 3          |          |        |                    |                    |                    |  |
|  | Serbia      | Serbia      | 0          |          |        |                    |                    |                    |  |
|  | Serbia      | Serbia      | 0          |          | Russia | Russia             | 3                  |                    |  |
|  |             |             |            |          | Russia | Russia             | 3                  |                    |  |
|  |             |             | Bulgaria   | Bulgaria | 1      |                    |                    |                    |  |
|  | Bulgaria    | Bulgaria    | Bulgaria   | Bulgaria | 1      | 3                  |                    |                    |  |
|  | Bulgaria    | Bulgaria    |            |          |        | 3                  |                    |                    |  |
|  | Paesi Bassi | Paesi Bassi | 0          |          |        | Finale 3º/4º posto | Finale 3º/4º posto | Finale 3º/4º posto |  |
|  | Paesi Bassi | Paesi Bassi | 0          |          |        |                    |                    |                    |  |
|  |             |             |            |          |        |                    |                    |                    |  |
|  |             |             |            |          |        | Serbia             | Serbia             | 3                  |  |
|  |             |             |            |          |        | Serbia             | Serbia             | 3                  |  |
|  |             |             |            |          |        | Paesi Bassi        | Paesi Bassi        | 2                  |  |

### Finali 5º e 7º posto - Mahilëŭ
|  | Semifinali | Semifinali | Semifinali |        |          | Finale 5º/6º posto | Finale 5º/6º posto | Finale 5º/6º posto |  |
|  |            |            |            |        |          |                    |                    |                    |  |
|  | Germania   | Germania   | 3          |        |          |                    |                    |                    |  |
|  | Germania   | Germania   | 3          |        |          |                    |                    |                    |  |
|  | Italia     | Italia     | 2          |        |          |                    |                    |                    |  |
|  | Italia     | Italia     | 2          |        | Germania | Germania           | 2                  |                    |  |
|  |            |            |            |        | Germania | Germania           | 2                  |                    |  |
|  |            |            | Spagna     | Spagna | 3        |                    |                    |                    |  |
|  | Belgio     | Belgio     | Spagna     | Spagna | 3        | 0                  |                    |                    |  |
|  | Belgio     | Belgio     |            |        |          | 0                  |                    |                    |  |
|  | Spagna     | Spagna     | 3          |        |          | Finale 7º/8º posto | Finale 7º/8º posto | Finale 7º/8º posto |  |
|  | Spagna     | Spagna     | 3          |        |          |                    |                    |                    |  |
|  |            |            |            |        |          |                    |                    |                    |  |
|  |            |            |            |        |          | Italia             | Italia             | 3                  |  |
|  |            |            |            |        |          | Italia             | Italia             | 3                  |  |
|  |            |            |            |        |          | Belgio             | Belgio             | 1                  |  |

## Podio

### Campione
Formazione: 1 Igor' Filippov, 2 Aleksandr Safanov, 3 Dmitrij Kovalev, 4 Oleg Centalovič, 5 Nikita Stulenkov, 6 Aleksej Kabešov, 7 Andrej Kolesnik, 10 Aleksej Plužnikov, 11 Jaroslav Ostrachovskij, 12 Nikita Alekseev, 15 Ivan Nikišin, 18 Sergej Kindinov, CT: -

### Secondo posto
Formazione: 1 Ventsislav Ragin, 2 Plamen Dragiev, 4 Zlatan Yordanov, 6 Borislav Georgiev, 7 Petar Karakašev, 8 Dobromir Dimitrov, 9 Nikolaj Penčev, 11 Ventsislav Trifonov, 12 Zhani Zheliyazkov, 14 Anton Vasiliev, 15 Stanislav Velichkov, 17 Ivan Ivanon, CT: -

### Terzo posto
Formazione: 1 Uroš Kovačević, 2 Srećko Lisinac, 3 Lazar Koprivica, 5 Milija Mrdak, 6 Milorad Kapur, 7 Nikola Jovović, 8 Nemanja Opačić, 9 Vuk Milutinović, 10 Dušan Petković, 11 Maksim Buculjević, 12 Milan Perić, 14 Aleksandar Atanasijević, CT: -

## Classifica finale
| Classifica | Squadre     | Qualificazione                    |
| ---------- | ----------- | --------------------------------- |
| Oro        | Russia      | Campionato mondiale juniores 2011 |
| Argento    | Bulgaria    |                                   |
| Bronzo     | Serbia      |                                   |
| 4          | Paesi Bassi |                                   |
| 5          | Spagna      |                                   |
| 6          | Germania    |                                   |
| 7          | Italia      |                                   |
| 8          | Belgio      |                                   |
| 9          | Bielorussia |                                   |
| 10         | Polonia     |                                   |
| 11         | Francia     |                                   |
| 12         | Turchia     |                                   |